# 亀山達也
亀山 達也（かめやま たつや、1941年1月31日 - ）は、日本の俳優。東京市（現：東京都）出身。

## 人物
東映の作品を中心に活動。
父の加賀邦男、弟の志賀勝は共に俳優である。

## 出演作品

### 映画
- 無鉄砲社員（1961年） - チンピラD
- 男の血潮がこだまする（1961年） - 佐々木
- べらんめえ中乗りさん（1961年） - 岡木材の若者D
- 次郎長社長と石松社員 威風堂々（1962年） - 愚連隊F
- 流れ者仁義（1965年） - 立志会幹部B
- 網走番外地シリーズ
  - 網走番外地 荒野の対決（1966年） - 権田の仔分C
  - 網走番外地 大雪原の対決（1966年） - 乾分C
  - 網走番外地 吹雪の斗争（1967年） - 囚人B
  - 新網走番外地 吹雪の大脱走（1971年） - 熊沢グループ
  - 新網走番外地 嵐呼ぶダンプ仁義（1972年） - 市川
- 地獄の野良犬（1966年） - エレキの六郎
- 黄金バット（1966年） - 隊員B
- 柳ヶ瀬ブルース（1967年） - 石塚
- 懲役十八年 仮出獄（1967年） - 岩井の部下A
- 博徒解散式（1968年）
- 夜の手配師（1968年） - やくざ
- 裏切りの暗黒街（1968年） - 男A
- 人生劇場 飛車角と吉良常（1968年） - 石
- 不良番長 猪の鹿お蝶（1969年） - 大場興業の黒背広C
- 現代やくざ 与太者の掟（1969年） - 荒尾の子分
- 妾二十一人 ど助平一代（1969年） - 銀波楼の若い衆E
- 妖艶毒婦伝 人斬りお勝（1969年） - 馬篭の東八
- 現代やくざ 与太者仁義（1969年） - 山崎組の子分
- 超高層のあけぼの（1969年）
- 日本侠客伝 花と龍（1969年）
- 組織暴力 兄弟盃（1969年） - 戸川組組員
- 日本暴力団 組長と刺客（1969年） - 戸川
- 現代任侠道 兄弟分（1970年） - 宮田
- 血染の代紋（1970年）
- 任侠興亡史 組長と代貸（1970年）
- 新兄弟仁義（1970年） - 岬の市松
- 捨て身のならず者（1970年） - 手下
- やくざ刑事シリーズ
  - やくざ刑事（1970年）
  - やくざ刑事 マリファナ密売組織（1970年）
  - やくざ刑事 恐怖の毒ガス（1971年） - 岩切の配下
- 夜遊びの帝王（1970年） - 安岡の仔分D
- 昭和残侠伝　死んで貰います（1970年） - 駒井組仔分A
- 新宿の与太者（1970年） - 松永
- 暴力団再武装（1971年） - 秋山
- ごろつき無宿（1971年） - 炭鉱夫
- 尼寺博徒（1971年） - 西条の子分
- 博徒斬り込み隊（1971年）
- ポルノの帝王（1971年） - 陣馬の仔分B
- 狼やくざ 殺しは俺がやる（1972年） - 寺田
- 夜のならず者（1972年） - 野川
- 銀蝶渡り鳥（1972年） - 矢島満
- 現代やくざ 人斬り与太（1972年） - 滝川組子分
- 夜の女狩り（1972年） - バンコアの警官A
- やくざと抗争（1972年）
- 昭和極道史（1972年） - 林
- 銀蝶流れ者 牝猫博奕（1972年）
- 温泉おさな芸者（1973年） - 奥村
- 前科おんな 殺し節（1973年） - 浜安仔分
- 海軍横須賀刑務所（1973年） - 囚人
- 女囚さそり 701号怨み節（1973年） - 刑事
- 暴力街（1974年）
- 色情トルコ日記（1974年） - 仔分
- 従軍慰安婦（1974年） - 徐州の兵隊
- 直撃! 地獄拳（1974年）
- 女必殺拳シリーズ
  - 女必殺拳（1974年） - 志村
  - 女必殺拳 危機一発（1974年） - 三岸
  - 帰って来た女必殺拳（1975年） - 王の部下
- 安藤組外伝 人斬り舎弟（1974年） - 島野
- 仁義の墓場（1975年）
- 若い貴族たち 13階段のマキ（1975年） - 片桐警部補
- 大脱獄（1975年） - 毛利
- 華麗なる追跡（1975年） - 鬼頭
- 新幹線大爆破（1975年） - 救援者の作業員
- けんか空手シリーズ
  - けんか空手 極真拳（1975年） - 水野
  - けんか空手 極真無頼拳（1975年） - 坂田
- 実録三億円事件 時効成立（1975年） - 高橋係員
- 東京ディープスロート夫人（1975年） - 黒背広の男
- トラック野郎シリーズ
  - トラック野郎・爆走一番星（1975年） - ヤクザ
  - トラック野郎・度胸一番星（1977年） - 警官班長
  - トラック野郎・男一匹桃次郎（1977年） - きりしま丸
  - トラック野郎・突撃一番星（1978年） - 弁天島
  - トラック野郎・一番星北へ帰る（1978年） - みちのく丸
  - トラック野郎・熱風5000キロ（1979年） - 田上
  - トラック野郎・故郷特急便（1979年） - 上州鶏
- 必殺女拳士（1976年） - 馬場
- 横浜暗黒街 マシンガンの竜（1976年）
- 子連れ殺人拳（1976年） - 中西
- お祭り野郎 魚河岸の兄弟分（1976年） - 中島
- 武闘拳 猛虎激殺!（1976年） - 鴨下
- 安藤昇のわが逃亡とSEXの記録（1976年） - 安藤組組員A
- 河内のオッサンの唄（1976年） - 成田
- 河内のオッサンの唄 よう来たのワレ（1976年） - 酒井
- 新宿酔いどれ番地 人斬り鉄（1977年） - レストランの荒くれB
- 空手バカ一代（1977年）
- 犬神の悪霊（1977年） - 職員
- 新・女囚さそり 特殊房X（1977年） - 黒沼の配下
- 地獄の天使 紅い爆音（1977年） - 三島
- 人間の証明（1977年） - 刑事A
- 多羅尾伴内（1978年） - 隅刑事
- 野性の証明（1978年） - 自衛隊員B
- 悪魔が来りて笛を吹く（1979年） - 刑事
- 白昼の死角（1979年） - 太田の配下
- 暴力戦士（1979年） - 三宮の警官
- 動乱（1980年） - 伍長
- 二百三高地（1980年） - 山岡熊治
- さらば、わが友 実録大物死刑囚たち（1980年） - 大分の刑事
- ダンプ渡り鳥（1981年） - アバシリ
- 大日本帝国（1982年）  - 鹿岡
- 誘拐報道（1982年）
- 日本海大海戦 海ゆかば（1983年）
- 天国の駅 HEAVEN STATION（1984年） - 地元の刑事A
- 玄海つれづれ節（1986年） - 警官2

### テレビドラマ
- くらやみ五段（1965年 - 1966年、NET）
- スパイキャッチャーJ3（1965年 - 1966年、NET）
- キャプテンウルトラ 第1話「バンデル星人襲来す」（1967年、TBS） - X2号乗員
- 忍者ハットリくん+忍者怪獣ジッポウ 第13話「パイナップルは真ッ平でござる」（1967年、NET） - スパイ
- キイハンター（TBS）
  - 第3話「誘拐の城」（1968年）
  - 第10話「雲の上の死刑台」（1968年）
- プレイガールシリーズ（12ch）
  - プレイガール
    - 第3話「情無用の女ども」（1969年）
    - 第46話「銀嶺の対決」（1970年）
    - 第47話「死骸にかたくくちづけを」（1970年）
    - 第152話「女の寝技師」（1972年）
    - 第161話「真夜中の技くらべ」（1972年）
    - 第252話「銀嶺に燃える裸女」（1974年）

  - プレイガールQ 第14話「女極道うらみ節」（1975年）
- 怪奇ロマン劇場 第4話「美しき亡霊」（1969年、NET）
- ゴールドアイ（1970年、NTV）
  - 第1話「闇を裂く男たち」
  - 第12話「密売大組織」
- アイフル大作戦 第54話「仁義ある戦い」（1974年、TBS）
- 非情のライセンス（NET）
  - 第2シリーズ 第3話「兇悪の序曲」（1974年）
  - 第3シリーズ 第14話「兇悪のマイホーム・連続身代わり殺人」（1980年）
- バーディー大作戦 （TBS）  
  - 第29話「浮気の計算書」（1974年）
  - 第45話「サラリーマン現金強盗団」（1975年）
- Gメン'75（TBS）
  - 第2話「散歩する囚人護送車」（1975年）※出演シーンカット
  - 第7話「女子学生誘拐殺人事件」（1975年）※出演シーンカット
  - 第9話「ニセ関屋警部補」（1975年） - 城南署捜査課刑事
  - 第16話「Gメン皆殺しの予告」（1975年） - 強盗犯
  - 第18話「警察の中のギャング」（1975年） - 中原署捜査課刑事
  - 第20話「背番号3長島対Gメン」（1975年） - 刑事
  - 第22話「警視庁殺人課」（1975年） - 外事課刑事
  - 第23話「車椅子の女刑事」（1975年） - 刑事
  - 第26話「冬のヨットハーバーの殺人」（1975年） - 刑事
  - 第27話「東京-札幌・刑事の道」（1975年）
  - 第29話「死刑結婚式」（1975年） - 取調官
  - 第30話「追跡と逃亡! 石狩挽歌」（1975年） - 刑事
  - 第33話「1月3日 関屋警部補・殉職」（1976年） - 刑事
  - 第37話「チリ紙交換殺人事件」（1976年）
  - 第39話「ギャングに呼ばれた刑事」（1976年） - 刑事
  - 第41話「白銀の現金輸送車襲撃事件」（1976年） - 北海道警旭川署刑事
  - 第45話「警視庁広域手配N0.307」（1976年） - 所轄署刑事
  - 第47話「終バスの女子高校生殺人事件」（1976年） - 所轄署刑事※ノンクレジット
  - 第53話「殺人ドライブの謎」（1976年）
  - 第57話「刑法第十一条・絞首刑その後」（1976年） - 刑事
  - 第66話「警視庁の中の密室殺人」（1976年） - 警官
  - 第67話「部長刑事暗殺」（1976年） - 港南署刑事
  - 第68話「小菅一丁目三五番地 東京拘置所」（1976年） - パトロールの警官
  - 第69話「ヒキ逃げ白バイ警官」（1976年） - 警官
  - 第70話「ルンペン・銀行襲撃事件」（1976年）
  - 第75話「刑事を捨てた刑事」（1976年） - 中原署刑事
  - 第76話「幻の女」（1976年） - 森下健二
  - 第81話「灰色高官殺人事件」（1976年）
  - 第82話「刑法240条 強盗殺人罪」（1976年） - 刑事
  - 第84話「三本指の刑事」（1976年） - 刑事
  - 第91話「逃亡者」（1977年） - 千葉県警西浜署刑事
  - 第95話「殺人完了電話」（1977年） - 中原署刑事
  - 第96話「停年強盗」（1977年） - 刑事
  - 第100話「北の国から来た遺骨」（1977年） - 刑事
  - 第102話「思春期病棟」（1977年） - 中原署捜査課刑事
  - 第105話「香港−マカオ警官ギャング」（1977年） - 刑事
  - 第108話「ヌードモデル殺人事件」（1977年） - 刑事
  - 第111話「Gメン対県警・女子大生殺し」（1977年） - 相模県警川浜署捜査課刑事
  - 第112話「宇宙食の恐怖」（1977年） - 刑事
  - 第113話「ガンを宣告された刑事」（1977年） - 誠友会組員
  - 第114話「極秘捜査　赤ちゃん誘拐!」（1977年） - 長崎県警平戸署刑事
  - 第117話「日本降伏32年目の殺人」（1977年） - 長崎県警刑事
  - 第119話「アルコール漬けの小指」（1977年） - 宮下署刑事
  - 第123話「連続誘拐事件・前編　野球場ナイター殺人事件」（1977年） - 刑事
  - 第128話「六万五千円の警察手帳」（1977年） - 拳銃を奪われる巡査
  - 第129話「警察犬と女刑事」（1977年） - 所轄署刑事
  - 第134話「移動交番爆破事件」（1977年） - 杉山
  - 第137話「'78新春大脱獄!」（1978年） - パトカーの警官
  - 第143話「午前2時に拾った女」（1978年） - 制服警官
  - 第157話「ウェディングドレス殺人事件」（1978年） - 宮坂署捜査員
  - 第158話「警官だけを殺せ!」（1978年） - 機動隊狙撃手
  - 第161話「嘘つき警官」（1978年） - 淀橋署警官
  - 第162話「女子大生と警官の異常な関係」（1978年） - 刑事
  - 第165話「ジープに乗った悪魔」（1978年） - 所轄署刑事
  - 第168話「夏祭りの夜の惨劇」（1978年）※出演シーンカット
  - 第169話「深夜バスの乗客大量殺人事件」（1978年） - パトカーの警官
  - 第178話「速水刑事を射つ男たち」（1978年） - パトカーの警官
  - 第183話「奥様族の遺留指紋」（1978年） - バーテン
  - 第189話「危機一髪!お年玉爆弾カメラ」（1979年） - 警視庁捜査員
  - 第191話「女子大寮の裏窓」（1979年） - 捜査員
  - 第197話「非行少女ミキ」（1979年） - 刑事
  - 第210話「出刃包丁を持った男」（1979年） - 捜査員
  - 第212話「変質者」（1979年）※出演シーンカット
  - 第213話「ニューカレドニアの逃亡者」（1979年） - 捜査員
  - 第252話「15年前の女の死体」（1980年） - 警官
- ザ★ゴリラ7 第13話「胸に弔いの白い花 」（1975年、NET）
- 新宿警察（CX）
  - 第5話「華麗なる用心棒」（1975年）
  - 第24話「青い目の傷痕 (きずあと)」（1976年）
- 宇宙鉄人キョーダイン（1976年、MBS）
  - 第30話「当った!! 死を呼ぶ少年の予言」 - 新聞記者
  - 第36話「ふりむくな! 雪おんなが来る」 - ハンターA
- 秘密戦隊ゴレンジャー 第69話「五色の新兵器!! バリキキューン発進」（1976年、NET） - 警官
- 5年3組魔法組（1977年、NET）
  - 第5話「一生一代の大ピンチ」
  - 第17話「マンガンキーで大騒ぎ!」
- 大鉄人17 第1話「謎の鋼鉄巨人」（1977年、MBS） - 記者
- 腐蝕の構造 第4話 - 第6話（1977年、MBS）
- 特捜最前線 第57話「改造拳銃・失われたロック!」（1978年、ANB）
- 大空港 第27話「罠には罠を! 女刑事・神坂紀子の危機」（1979年、CX） - 津山久夫
- 森村誠一シリーズII 野性の証明（1979年、MBS）
- 服部半蔵 影の軍団 第5話「柔肌は渦に沈んだ」（1980年、関西テレビ）
- 大激闘マッドポリス'80 第11話「爆殺マシーン」（1980年、NTV）
- ミラクルガール （1980年、12ch / 東映）
  - 第3話「アムステルダムに消えた美女」
  - 第10話「砂浜に燃えた女の性」
- 爆走! ドーベルマン刑事 第11話「挑戦 目黒の赤い星!」（1980年、ANB）
- 女商一代 やらいでか!（1981年、東海テレビ） - 花駒の子分
- 翔んだカップル 第15話（1981年、CX）
- 二百三高地 愛は死にますか 第6話「白襷隊全滅」（1981年、TBS）
- 火曜サスペンス劇場 / たそがれに標的を撃て（1982年、NTV）
- 金曜女のドラマスペシャル / 愛の終着駅　バラバラ殺人事件!（1984年、CX）
- スケバン刑事 第6話「アイドルを狙え!」（1985年、CX）
- はぐれ刑事純情派（ANB）
  - 第1シリーズ（1989年）
    - 第1話「密告者は美人靴みがき」
    - 第9話「十七歳 非行少女の叫び」

  - 第2シリーズ 第8話「能登の人妻から来た手紙」（1989年）
- ドラマスペシャル / トリマー花子のワンニャン日記（1989年、TBS）
- 仮面ライダーBLACK RX 第35話「光太郎指名手配!」（1989年、MBS） - 刑事
- 特警ウインスペクター 第5話「襲う! 巨大怪鳥」（1990年、ANB） - 実業家
- 土曜ワイド劇場 / おんな秘密調査員・立花江梨子（1992年、ANB）